# Wu Chao (ski acrobatique)
Dans ce nom chinois, le nom de famille, Wu, précède le nom personnel.
Wu Chao, né le 7 septembre 1987, est un skieur acrobatique chinois spécialisé dans les épreuves de saut acrobatique. 
Au cours de sa carrière, il a disputé les Jeux olympiques d'hiver en 2014 terminant onzième, et il a participé à un mondial où il obtient la neuvième place en 2009 à Inawashiro, enfin en Coupe du monde il est monté sur son premier podium avec une troisième place le 19 décembre 2009 à Changchun.

## Palmarès

### Jeux olympiques
| Édition/Discipline | Saut acrobatique |
| JO 2014            | 11e              |

### Championnats du monde
| Édition/Discipline | Saut acrobatique |
| Mondiaux 2009      | 9e               |

### Coupe du monde
- Meilleur classement général : 18e en 2011.
- Meilleur classement en saut acrobatique : 7e en 2010, 2011 et 2014.
- 3 podiums en saut acrobatique.